# Whatever You Want
Pour les articles homonymes, voir Whatever You Want (homonymie).
Pour l'album de Status Quo, voir Whatever You Want (album de Status Quo).
Whatever You Want est le premier album studio du groupe Valentine's Day. Paru en novembre 2010, il compte 16 titres et aborde les thèmes de l'amour, la passion, la jalousie.

## Pistes de l'album
1. Road Of Love (3:53)
2. Whatever You Want (4:21)
3. Just (4:27)
4. Let's Go Back (4:51)
5. Lady Bug (4:34)
6. My Hands (4:00)
7. Jealousy (3:54)
8. Piece After Piece (4:13)
9. … (0:33)
10. Seasons (3:28)
11. Don't Give Up (5:21)
12. Unbreakable (4:41)
13. Black Star (3:38)
14. Weak (3:35)
15. Shame (4:00)
16. Sweet Morning (3:39)

## Musiciens
Valentine's Day
- Valentine Derreumaux – voix
- David Remy – guitare électrique, guitare acoustique, beatbox, banjo, charango, cavaquinho, lyre
- Ludovic Fiers – piano, synthétiseurs
- Johannes Leroy – Batterie, Percussions, Congas, batas, bongos, djembé, cajón, calebasse, udu, repinique, crotales
- Yann Gerardin – Bass

Musiciens additionnels
- Thibault Hien – saxophone, flûte
- Jacinto Carbajal – trompette
- Cédric Gilmant – trombone
- Cyrille de Haes – contrebasse